# Григорево (Владимирская область)
Григорево — деревня в Суздальском районе Владимирской области России, входит в состав Селецкого сельского поселения.

## География
Деревня расположена на берегу речки Тумка в 15 км на запад от райцентра города Суздаль.

## История
В конце XIX — начале XX века деревня входила в состав Яневской волости Суздальского уезда, с 1924 года — в составе Суздальской волости Владимирского уезда. В 1859 году в деревне числилось 31 дворов, в 1905 году — 46 дворов, в 1926 году — 60 хозяйств.
С 1929 года деревня входила в состав Константиновского сельсовета Суздальского района, с 1940 года — в составе Яневского сельсовета, с 1969 года — в составе Гавриловского сельсовета, с 2005 года — в составе Селецкого сельского поселения.

## Население
| 1859 | 1905 | 1926 |
| ---- | ---- | ---- |
| 222  | 310  | 326  |

| 1859 | 1905 | 1926 | 2002 | 2010 | 2021 |
| ---- | ---- | ---- | ---- | ---- | ---- |
| 222  | ↗310 | ↗326 | ↘10  | ↘1   | ↗13  |